# Wyporność
Wyporność – podstawowy parametr określający wielkość okrętów, rzadziej innych jednostek pływających. Wyporność jest miarą siły wyporu, określa masę wody wypartej przez zanurzoną część okrętu zgodnie z prawem Archimedesa (objętość zanurzonej części okrętu pomnożoną przez ciężar właściwy wody). Miarą wyporności jest tona (1000 kg) lub długa tona (1016 kg).
Wyporność okrętu równa jest aktualnej masie okrętu, dlatego wyróżnia się przede wszystkim:
- wyporność konstrukcyjną (okrętu pustego, bez zapasów, ładunków, paliwa i amunicji)
- wyporność standardową (okręt z załogą, amunicją, zapasami, wodą kotłową itp. ale bez paliwa i rezerwy wody kotłowej)
- wyporność normalną (okręt ze zredukowanymi zapasami, pojęcie różnie definiowane w marynarkach)
- wyporność pełną (bojową) (wyporność standardowa z pełnym zapasem paliwa i rezerwą wody kotłowej)
- wyporność maksymalną (największą dopuszczalną wyporność, przy przyjęciu na okręt dodatkowych ciężarów)

Najczęściej podawana jest wyporność standardowa. Pojęcie to zostało wprowadzone w traktacie waszyngtońskim w 1922 jako ujednolicony sposób mierzenia ciężaru okrętów. Obejmuje okręt wyposażony i gotowy do pływania, z załogą, amunicją, zapasami, wodą pitną, wodą kotłową itp., ale bez paliwa i rezerwy wody kotłowej. Pojęcie to zastąpiło tzw. wyporność normalną, mierzoną różnie w poszczególnych flotach (np. w marynarce brytyjskiej i za nią niektórych innych, wyporność normalna oznaczała wyporność okrętu gotowego do pływania z 1/4 zapasu paliwa, 3/4 amunicji, 1/3–2/3 innych zapasów i smarów i bez rezerwy wody kotłowej). Jednostką wyporności standardowej jest długa tona angielska (1016 kg), czasami dla odróżnienia określana jako tona standardowa (ts) lub tona waszyngtońska (tW).
Innym sposobem określania wyporności jest wyporność całkowita, rozumiana jako okręt ukończony i gotowy do służby w każdym przypisanym mu zakresie: z płynami w maszynerii gotowej do działania, z pełnym przewidzianym dla niego składem oficerskim i pozostałą załogą z ich rzeczami osobistymi, z pełnym wyposażeniem w amunicję i żywność w zapełnionych magazynach, wraz z ładunkiem, pasażerami i zaopatrzeniem innym niż na jego własne potrzeby w ilości nie przekraczającej maksymalnej. Wyporność całkowitą okrętów w nomenklaturze anglosaskiej określa się w długich tonach w odniesieniu do każdej z klas okrętów z wyjątkiem jednostek typów: San Antonio, Zumwalt, Osprey oraz okrętów LCS, dla których miarą wyporności całkowitej jest tona metryczna.
Wielkość statków cywilnych określa się przez  pojemność rejestrową brutto i netto oraz nośność statku (DWT).
Aktualna wartość wyporności używana jest do obliczeń statecznościowych i odczytywana z odpowiednich tablic lub wykresów na podstawie zanurzenia statku i gęstości (lub ciężaru właściwego) wody, w której pływa statek.

## Wyporność formy
W okrętownictwie wyróżnia się także wyporność formy kadłuba, która jest objętością (w metrach sześciennych) ograniczoną przez zewnętrzny kształt okrętu. W przypadku okrętów podwodnych, znaczenie ma odróżnienie między wypornością formy w zanurzeniu oraz wypornością formy na powierzchni, tzn., tą częścią wyporności formy w zanurzeniu, która znajduje się poniżej linii wodnej.